# Outlook.com
Outlook.com — бесплатный персональный информационный менеджер, реализованный как веб-приложение, состоящий из веб-почты, календаря, приложения «люди» и задач «To Do», принадлежащий корпорации Microsoft. Поддерживает стандарты IMAP, POP3, Exchange.
Среди особенностей Outlook.com можно отметить тесную интеграцию с веб-приложениями Office online такими как Word, Excel, PowerPoint, OneNote, OneDrive, а также Skype.

## История
Открытое бета-тестирование сервиса запущено 31 июля 2012 года (название выбрано для соответствия с почтовым клиентом Outlook) с целью будущей замены сервиса Hotmail. 3 апреля 2013 года Hotmail был отключён и Outlook.com стал основным почтовым сервисом корпорации; обновление не затронуло уже существующие учётные записи @hotmail, но при этом появилась возможность сменить домен электронной почты на @outlook, возможность создания адресов электронной почты с доменом @hotmail сохранилась и по сей день.
В мае 2015 года Microsoft объявила о переносе почтовой службы Outlook.com в Microsoft 365, вслед за этим последовало введение свежих функций в бета-тестирование, включая новый макет календаря, служба фильтрации писем и новые темы оформления, также была прекращена поддержка технологии DeltaSync, после которой пользователи больше не могли воспользоваться клиентом «Почта Windows 2012» для синхронизации электронной почты, контактов и событий календаря, в качестве замены пользователям предлагалось использовать Outlook.com через веб-браузер, UWP-приложение «Почта Windows», либо клиент Microsoft Outlook. Однако Почту Windows Live можно настроить на использование протокола IMAP, либо POP3, но исключительно для получения входящих писем. Microsoft начала постепенное развёртывание обновления для всех пользователей в феврале 2016 года.
8 августа 2017 года Microsoft запустила новые функции в бета-тестирование, среди них улучшенный почтовый ящик, новый отзывчивый дизайн и поиск эмодзи, 14 марта 2018 года обновлённый дизайн вышел из тестирования.
Возможность возвращения классического интерфейса, запущенного в 2016 году, была отключена в 2019 году.

## Компоненты

### Почта
Почта является первым и основным компонентом сервиса Outlook.com, позволяет обмениваться электронной почтой, имеет фильтр нежелательных писем.

### Календарь
Служба календаря Outlook, ранее была известна как «Календарь Windows Live» и запущена в качестве приемника «Календаря Windows», позже календарь стал одним из компонентов «Windows Live Hotmail». В 2013 году Календарь стал частью Outlook.com и получил крупное обновление дизайна в стиле Metro UI.
События из календаря Outlook синхронизируются между любыми поддерживаемыми устройствами.

### Люди
Служба контактов Outlook, ранее была известна как «Контакты Windows Live» и запущена в качестве веб-альтернативы «Контактам Windows». Предоставляет пользователям доступ к управлению информации о своих контактах, позволяя им делиться различной информацией с группами людей. В 2013 году сервис получил своё текущее название «Люди».

### To Do
Облачное веб-приложение, позволяет создавать задачи и синхронизировать их между устройствами на Windows, macOS, IOS и Android. Технология была разработана командой 6 Wunderkinder GmbH. Wunderlist поглощена корпорацией Microsoft в июне 2015 года и перезапущена как «Microsoft To Do» в апреле 2017 года.

## Сбои
21 февраля 2023 множество пользователей сервиса сообщило о переполнении своих ящиков спамом. Нежелательные письма продолжали появляться в ящике даже после отметки вручную их как спам. Специалисты предположили сбой в работе спам-фильтров сервиса.